# Abdurrahman Wahid
Pour les articles homonymes, voir Wahid.
Abdurrahman Wahid, né le 7 septembre 1940 dans le kabupaten de Jombang dans le Java oriental et mort le 30 décembre 2009 à Jakarta, est un religieux musulman et homme d'État indonésien qui fut le quatrième président de la république d'Indonésie, de 1999 à 2001.

## Biographie

### Enfance et jeunesse

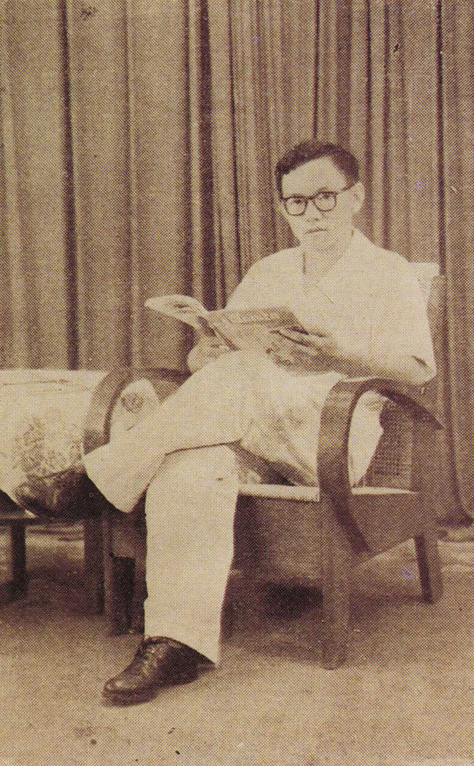
Abdurrahman Wahid jeune, dans les années 1960

Abdurrahman Wahid, qu'on appelait  familièrement« Gus Dur » ("Gus", abréviation d'"Agus", est à Java un appellatif honorifique accordé aux oulémas et "Dur" est l'apocope d'Abdurrahman) est né et a grandi dans un pesantren (à Java, école et coranique musulman) dans le village de Denanyar près de Jombang dans l’est de Java, bastion de la Nahdlatul Ulama fondée par son grand-père, Hasyim Ashari. Ce dernier, ainsi que Wahid Hasyim, père d'Abdurrahman et fils de Hasyim, sont des figures respectées du mouvement national indonésien, avec lequel ils entretenaient des liens étroits.
Hasyim avait épousé une fille de priyayi, la noblesse de service javanaise, ce qui n'était pas courant à l'époque. Cette dame avait poussé son fils, Wahid, à prendre des cours de néerlandais et d'anglais chez le directeur européen de la raffinerie de sucre voisine. Son ambition sera de mettre sur pied un système d'éducation moderne combinée à un enseignement islamique classique. Wahid Hasyim était un ami du dirigeant communiste indonésien Tan Malaka. Durant la Revolusi, comme les Indonésiens appellent la période qui va de la proclamation de l'indépendance en 1945 à la reconnaissance par le Royaume des Pays-Bas en 1949, il est conseiller du général Sudirman, le chef des armées.

### Carrière politique
Intellectuel musulman (il a traduit Sartre en indonésien)[réf. nécessaire], Gus Dur est une figure historique de l'opposition à Soeharto. Il est diplômé de l'université al-Azhar.
Après la démission de ce dernier en mai 1998, son vice-président B. J. Habibie était devenu président. Le MPR (parlement) issu des élections de 1999 (les premières démocratiques depuis celles de 1955) a élu Abdurrahman Wahid président. Il entreprend de libéraliser la vie politique et intellectuelle du pays et d'apaiser la crise au Timor oriental. Mais de graves problèmes de santé (plusieurs attaques cardiaques l'ayant laissé quasiment aveugle avant même son mandat), une manière jugée erratique de mener sa politique, et enfin des soupçons de corruption, amènent à sa destitution et à son remplacement par sa vice-présidente Megawati Soekarnoputri.
Gus Dur est le fils de Wahid Hasjim, dirigeant de l'organisation musulmane Nahdatul Ulama (« renaissance des oulémas ») fondée par son propre père, Hasjim Ashari, en 1926, en réaction à l'organisation Muhammadiyah, créée en 1912 pour réformer l'islam indonésien dans un sens plus orthodoxe.
Il a entretenu récemment un dialogue avec Daisaku Ikeda, philosophe japonais et président de la Soka Gakkai International sur le bouddhisme et l'islam.
Gus Dur, qui savait très bien parler le Néerlandais, s'exprimait souvent dans les médias, et à la télévision néerlandaise, ou il parlait des liens actuels et futurs de l'Indonésie, et des Pays-Bas, de la démocratie, ou des conséquences de la colonisation néerlandaise de l'Indonésie, avant 1949. 